# Real Football 2019
Real Football 2019 es la edición de 2019 de la serie de videojuegos de fútbol de Gameloft. Esta edición fue lanzada para escasas plataformas, como teléfonos móviles e  IOS.

## Modos de juego

### Partida rápida
Esta modalidad te permite jugar un partido aleatoriamente sin antes haber elegido equipo y estadio. 

### Amistoso
Esta modalidad te permite elegir dos equipos para jugar un partido. También puedes elegir estadio, clima, balón, hora, dificultad del juego, táctica del equipo y la alineación inicial. 

### Modos
Leyenda: Esta modalidad te permite crear un jugador y llevarlo hasta la cumbre futbolista siendo campeón en todo y ganando mundiales con tu selección favorita, o puedes elegir un jugador ya existente y llevar su carrera hasta lo más alto. 
Master Club: Esta modalidad te permite elegir un equipo y gestionarlo desde la segunda división y así llevarlo hasta lo más alto de la cumbre futbolística. Solo usaras jugadores de tu colección. 
Modo Copa: En esta modalidad puedes elegir entre jugar la copa mundial 
Modo Liga: En esta modalidad puedes elegir jugar una de las ligas disponibles con un equipo y llevarlo hasta ganar el campeonato. 
Entrenamiento: Esta modalidad sirve como un tutorial para aprender los trucos más importantes y más básicos del juego y así ser todo un campeón. Incluye la opción desafió (donde probaras tu habilidad en hacer regates, ejecutar tiros libres, ejecutar córneres y marcar goles) y entrenamiento libre. 
Gira mundial: Tendrás una gira con tu equipo para probarte con equipos y selecciones del continente elegido. 

### RF League
Te permite jugar contra todo los equipos que puedas y registrar tu récord de en la página oficial de Real Football.

## Ligas
Liga Santander (Sin licencia)
 Premier League (Sin licencia)
 Serie A (Sin licencia)
 Ligue 1 (Sin licencia)
 Bundesliga (Sin licencia)
 Liga Argentina (Sin licencia)
 Brasileirão (Sin licencia)
 Liga ZON Sagres (Sin licencia)

## Selecciones nacionales
UEFA
- Austria (Sin Licenciar)
- Bielorrusia (Sin Licenciar)
- Bélgica (Sin Licenciar)
- Bosnia y Herzegovina (Sin Licenciar)
- Bulgaria (Sin Licenciar)
- Croacia (Sin Licenciar)
- República Checa (Sin Licenciar)
- Dinamarca (Sin Licenciar)
- Inglaterra (Sin Licenciar)
- Finlandia (Sin Licenciar)
- Francia (Sin Licenciar)
- Alemania (Sin Licenciar)
- Gales (Sin Licenciar)
- Grecia (Sin Licenciar)
- Hungría (Sin Licenciar)
- Irlanda (Sin Licenciar)
- Israel (Sin Licenciar)
- Italia (Sin Licenciar)
- Letonia (Sin Licenciar)
- Lituania (Sin Licenciar)
- Holanda (Sin Licenciar)
- Irlanda del Norte (Sin Licenciar)
- Noruega (Sin Licenciar)
- Polonia (Sin Licenciar)
- Portugal (Sin Licenciar)
- Rumanía (Sin Licenciar)
- Rusia (Sin Licenciar)
- Escocia (Sin Licenciar)
- Serbia (Sin Licenciar)
- Eslovenia (Sin Licenciar)
- Eslovaquia (Sin Licenciar)
- España (Sin Licenciar)
- Suecia (Sin Licenciar)
- Suiza (Sin Licenciar)
- Turquía (Sin Licenciar)
- Ucrania (Sin Licenciar)

CONMEBOL/CONCACAF
- Argentina (Sin Licenciar)
- Bolivia (Sin Licenciar)
- Brasil (Sin Licenciar)
- Chile (Sin Licenciar)
- Colombia (Sin Licenciar)
- Costa Rica (Sin Licenciar)
- Ecuador (Sin Licenciar)
- Honduras (Sin Licenciar)
- México (Sin Licenciar)
- Paraguay (Sin Licenciar)
- Perú (Sin Licenciar)
- Uruguay (Sin Licenciar)
- Estados Unidos (Sin Licenciar)
- Venezuela (Sin Licenciar)

CAF
- Argelia (Sin Licenciar)
- Angola (Sin Licenciar)
- Camerún (Sin Licenciar)
- Egipto (Sin Licenciar)
- Gabón (Sin Licenciar)
- Ghana (Sin Licenciar)
- Costa de Marfil (Sin Licenciar)
- Marruecos (Sin Licenciar)
- Nigeria (Sin Licenciar)
- Sudáfrica (Sin Licenciar)
- Togo (Sin Licenciar)
- Túnez (Sin Licenciar)

AFC
- Australia
- Baréin
- China
- Irán
- Irak
- Japón
- Corea del Sur
- Corea del Norte
- Nueva Zelanda
- Qatar
- Arabia Saudita
- Uzbekistán

## Estadios
Esta es la lista de los estadios jugables:
- Saint-Denis (Stade de France)

- Catedral (Maracaña)

- Redbrick (Old Trafford)